# 华丽美女蛤
华丽美女蛤（学名：Circe scripta tumefacta），是帘蛤目帘蛤科美女蛤属的一种。主要分布于中国大陆、台湾，常栖息在潮下带。